# Гуанчжоу-Юань
Гуанчжоу-Юань (кит. трад. 廣州圓大廈, упр. 广州园大厦, пиньинь Guǎngzhōu yuán dàshà, палл. Гуанчжоу юань даша, буквально: «Гуанчжоуский круг») — высотное здание в китайском городе Гуанчжоу, провинция Гуандун, построенное в 2013 году. Принадлежит компании Hongda Xingye Group и является новым главным офисом компании Guangdong Plastic Exchange. Здание находится в юго-западной части города, невдалеке от реки Чжуцзян. Построенное по проекту архитектора Джузеппе ди Паскуали, здание имеет высоту 138 м, насчитывает 33 этажа, а его общая площадь составляет 106 000 м². Общий объём инвестиций в строительство здания составил порядка 1 миллиарда юаней.
В центре Гуанчжоуского круга расположено круглое отверстие диаметром почти 50 м. Здание является самым высоким среди круглых зданий в мире. Рассказывая о дизайне здания, его архитектор пояснил, что выбранная им форма связана с азиатским менталитетом. Отражение здания в водах реки Чжуцзян образует второй круг, в результате чего создаётся видимость «двойного круга». Цифра 8, на которую похоже получающееся изображение, также имеет в Китае особое значение, считаясь счастливой.
По состоянию на 2014 года само здание ещё не открыто для общественности, хотя площадь перед зданием для неё уже открыта.

## Строительные данные
Высота минус первого этажа здания Гуанчжоу Юань составляет 4,2 метра, минус второго этажа — 5,2 метра, первого этажа — 6,96 метра, второго и третьего этажей — 5 метров, четвертого этажа — 4,1 метра, и остальные этажи — 4 метра в высоту; 33 надземных этажей и два подземных этажа. Два подземных этажа представляют собой гаражи, в общей сложности на 600 парковочных мест, на каждом этаже около 300 парковочных мест, плюс наземные парковочные места, их будет больше. более 1300 парковочных мест. Вестибюль на первом этаже над землей, со второго по пятый этажи отведены под коммерческие офисные здания, шестой этаж — это многофункциональный конференц-зал, с седьмого по тридцать второй этажи отведены под офисные здания, а 33 этаж отведен под перроны. С седьмого по девятый этажи занимают офисные помещения по торговле пластиком, с 30 по 31 этажи — офисные помещения группы, а на 32 этаже — кабинет председателя. На 1-5 этажах расположены эскалаторы, восемь пассажирских лифтов и два пожарных лифта, расположенные слева и справа. Общая земельная площадь квартирной части составляет 131 276 м², площадь застройки — 30 789 м², а базовая площадь — 1834 м². Первый этаж — подиум, два подземных этажа — автостоянки. Место подземной парковки — 446, высота — 52,3 м. Срок службы — 50 лет, тип конструкции — железобетонная труба + стальная опорная конструкция, внутренняя стена — газобетон. Наружная стена проекта выполнена из легких блоков из газобетона, дверные и оконные стены башни выполнены из обычного цельного закаленного стекла, а внутренняя стена сделана из силикатного кирпича и пенобетона.